# Raleigh Bicycle Company

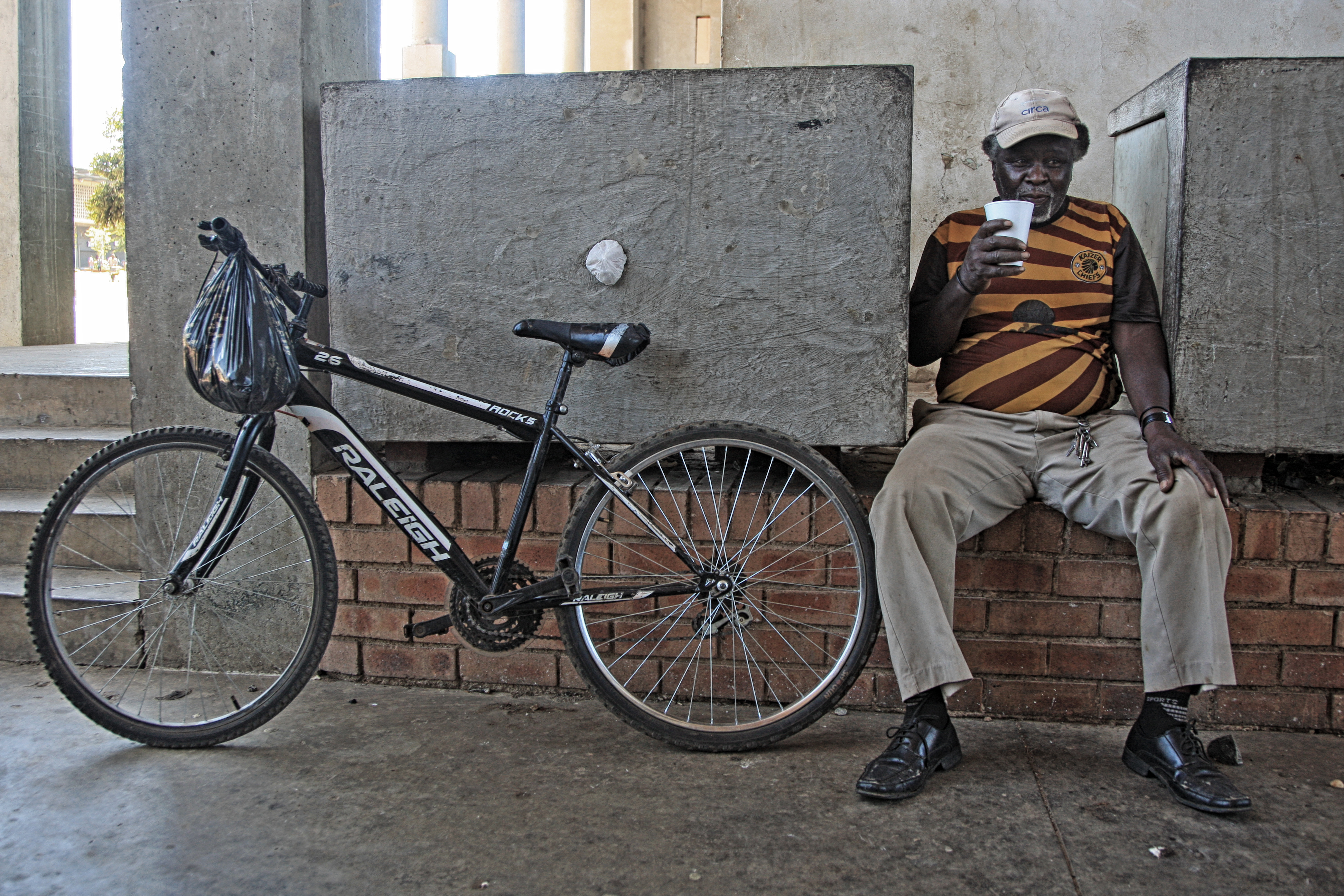
Uma bicileta Raleigh a Soweto na África do Sul

Raleigh Bicycle Company é uma fabricante de bicicletas fundada em 1887 por Frank Bowder, em Nottingham no Reino Unido.